# 部落差別の解消の推進に関する法律
部落差別の解消の推進に関する法律（ぶらくさべつのかいしょうのすいしんにかんするほうりつ、平成28年12月16日法律第109号）は、部落問題の解消に向けた取り組みを推進し、その解消のための施策として、国および地方公共団体の相談体制の充実や教育啓発の推進に努めることに関する日本の法律である。略称は、部落差別解消推進法（ぶらくさべつかいしょうすいしんほう）。
法令番号は平成28年法律第109号、2016年（平成28年）12月16日より公布・施行された。罰則のない理念法である。

## 概要
部落差別の解消を推進するための法律であり、現在でも部落差別が存在することを明記し、情報化が進む中で部落差別が新たな状況下にあることを踏まえ、国及び地方公共団体の責務等を明記した法律である。
部落差別の解消については、1969年（昭和44年）に制定した同和対策事業特別措置法に基づき、生活環境の改善等に努めてきたが、2002年（平成14年）にその役割を終えて、失効。その後、同和対策事業や人権擁護に関する法律が制定されてこなかったが、2016年（平成28年）5月に自民党・公明党・民進党の議員が2016年5月の第190回国会に共同提案し、12月の第192回国会で成立した。
小泉政権下における差別を包括的に対処する人権擁護法案の制定が検討されて以来、民主党政権下における「人権侵害による被害の救済及び予防等に関する法律案」、民主党の野田政権下における「人権委員会設置法案」の制定が検討されてきたが、いずれも反対意見が根強く、制定がなされてこなかった。
2012年（平成24年）12月の自民党の政権復帰時の公約として、人権全体の基本法制定ではなく、個別法による人権救済が掲げられ、障害者差別解消法やヘイトスピーチ対策法等と同時期に制定されている。

## 法律構成
- 第1条　目的
- 第2条　基本理念
- 第3条　国及び地方公共団体の責務
- 第4条　相談体制の充実
- 第5条　教育及び啓発
- 第6条　部落差別の実態に係る調査
- 附則